# Efektivna temperatura
Efektivna temperatura (označba {\displaystyle T_{\rm {E}}\!\,} ) telesa, kot je zvezda ali planet, je temperatura črnega telesa, ki bi oddalo enako skupno količino elektromagnetnega valovanja. Efektivna temperatura se pogosto uporablja kot ocena temperature površine telesa, kadar krivulja izsevnosti telesa (kot funkcija valovne dolžine) ni znana.
Ko je neto izsevnost zvezde ali planeta v ustreznem pasu valovnih dolžin manjša od enote (manjša kot pri črnem telesu), bo dejanska temperatura telesa višja od efektivne temperature. Neto izsevnost je lahko nizka zaradi površinskih ali atmosferskih značilnosti, kot je učinek tople grede.

## Zvezde
Efektivna temperatura zvezde je temperatura črnega telesa z enakim izsevom (svetlobnim tokom) na površino (gostoto svetlobnega toka) {\displaystyle j\!\,} kot zvezda in je definirana po Stefan-Boltzmannovem zakonu:
{\displaystyle j=\sigma T_{\rm {E}}^{4}\!\,.}
Skupni (bolometrični) izsev zvezde je potem:
{\displaystyle L=4\pi r^{2}\sigma T_{\rm {E}}^{4}\!\,,}
kjer je {\displaystyle r\!\,} polmer zvezde. Efektivna temperatura zvezde z izsevom {\displaystyle L\!\,} je:
{\displaystyle T_{\rm {E}}={\sqrt[{4}]{\frac {L}{4\pi \sigma r^{2}}}}\!\,.}
Definicija zvezdnega polmera očitno ni enostavna. Natančneje, efektivna temperatura ustreza temperaturi na polmeru, ki je definiran z določeno vrednostjo Rosselandove optične globine (običajno enaka 1) v zvezdni atmosferi. Efektivna temperatura in bolometrični izsev sta dva temeljna fizikalna parametra, ki sta potrebna za umestitev zvezde na Hertzsprung-Russllov diagram. Oba sta odvisna od kemične sestave zvezde.
Efektivna površinska temperatura Sonca je približno 5.778 K. Nazivna vrednost, ki jo je definirala Mednarodna astronomska zveza za rabo kot merska enota temperature, je 5.772±0,8 K. Zvezde imajo padajoč temperaturni gradient, ki gre od njihovega osrednjega jedra do atmosfere. »Temperatura jedra« Sonca – temperatura v središču Sonca, kjer potekajo jedrske reakcije – je ocenjena na 15.000.000 K.
Barvni indeks zvezde označuje njeno temperaturo od zelo hladnih – po zvezdnih standardih – rdečih zvezd M, ki močno sevajo v infrardečem območju, do zelo vročih modrih zvezd O, ki sevajo večinoma v ultravijoličnem. V literaturi obstajajo različna razmerja med barvnim indeksom in efektivno temperaturo. Relacije imajo tudi manjše odvisnosti od drugih zvezdnih parametrov, kot sta kovinskost zvezde in površinska gravitacija. Efektivna temperatura zvezde označuje količino toplote, ki jo zvezda oddaja na enoto površine. Od najbolj vročih površin do najhladnejših je zaporedje  spektralne razvrstitve zvezd, znanih kot O, B, A, F, G, K, M.
Rdeča zvezda je lahko majhna rdeča pritlikavka, zvezda s šibko proizvodnjo energije in majhno površino ali napihnjena orjakinja ali celo nadorjakinja, kot sta Antares ali Betelgeza, ki ustvarjata veliko večji energiji, vendar jo prenašata skozi tako veliko površino, da sevata malo na enoti površine. Zvezda blizu sredine spektra, kot je skromno Sonce ali orjakinja Kapela, seva več energije na enoto površine kot šibke rdeče pritlikavke ali napihnjene nadorjakinje, vendar veliko manj kot bela ali modra zvezda, kot sta Vega ali Rigel.

## Planeti

### Temperatura črnega telesa
Da se izračuna efektivno temperaturo (črnega telesa) planeta, se lahko enači moč, ki jo prejme planet, z znano močjo, ki jo oddaja črno telo s temperaturo {\displaystyle T_{\rm {E}}\!\,}.
Naj se vzame na primer planet na razdalji {\displaystyle d\!\,} od zvezde z izsevom {\displaystyle L\!\,}.
Ob predpostavki, da zvezda seva izotropno in da je planet daleč od zvezde, je moč, ki jo planet absorbira, definirana tako da se planet obravnava kot krog s polmerom {\displaystyle r\!\,} (njegova ploščina je {\displaystyle S_{\rm {abs}}=\pi r^{2}\!\,}), ki prestreže nekaj moči, ki se razprostira po površini krogle polmera {\displaystyle d\!\,} (razdalja planeta od zvezde). Izračun predvideva, da planet odbije nekaj vhodnega sevanja z vključitvijo parametra – odbojnosti (albeda) ({\displaystyle a\!\,}). Odbojnost 1 pomeni, da se vse sevanje odbije, odbojnost 0 pa, da se vse sevanje absorbira. Izraz za absorbirano moč je potem:
{\displaystyle P_{\rm {abs}}=j_{\rm {abs}}S_{\rm {abs}}={\frac {L(1-a)}{4d^{2}}}r^{2}\!\,.}
Naslednja predpostavka, ki se jo lahko naredi, je, da ima celoten planet enako temperaturo {\displaystyle T_{\rm {E}}\!\,} in da planet seva kot črno telo. Stefan-Boltzmannov zakon daje izraz za moč, ki jo seva planet:
{\displaystyle P_{\rm {rad}}=4\pi r^{2}\sigma T_{\rm {E}}^{4}\!\,.}
Če se izraza za moči izenačita in dani izraz preuredi, sledi izraz za efektivno temperaturo:
{\displaystyle T_{\rm {E}}={\sqrt[{4}]{\frac {L(1-a)}{16\pi \sigma d^{2}}}}\!\,,}
kjer je {\displaystyle \sigma \!\,} Stefanova konstanta. V končnem izrazu ni več planetovega polmera {\displaystyle r\!\,}.
Efektivna temperatura za Jupiter iz tega izračuna je 88 K, za 51 Pegaza b (Belerofont) pa 1.258 K. Boljša ocena efektivne temperature za nekatere planete, kot je Jupiter, bi morala vključiti notranje segrevanje kot vnos moči. Dejanska temperatura je odvisna od odbojnosti in atmosferskih učinkov. Dejanska temperatura iz spektroskopske analize za HD 209458 b (Oziris) je 1.130 K, efektivna temperatura pa 1.359 K. Notranje segrevanje znotraj Jupitra dvigne efektivno temperaturo na približno 152 K.

### Površinska temperatura planeta
Površinska temperatura planeta se lahko oceni s spreminjanjem izračuna efektivne temperature, da se upošteva izsevnost sposobnost in sprememba temperature.
Površina planeta, ki absorbira energijo iz zvezde, je {\displaystyle S_{\rm {abs}}\!\,}, kar je delček celotne površine {\displaystyle S_{\rm {tot}}=4\pi r^{2}\!\,}, kjer je {\displaystyle r\!\,} polmer planeta. Ta površina prestreže del moči, ki se razprostira po površini krogle s polmerom {\displaystyle d\!\,}. Prav tako lahko planet odbije nekaj vhodnega sevanja z vključitvijo odbojnosti {\displaystyle a\!\,}. Izraz za absorbirano moč je potem:
{\displaystyle P_{\rm {abs}}=j_{\rm {abs}}S_{\rm {abs}}={\frac {L(1-a)}{4\pi d^{2}}}S_{\rm {abs}}\!\,.}
Naslednja predpostavka, ki se lahko naredi, je, da čeprav celoten planet nima enake temperature, bo seval, kot da bi imel temperaturo {\displaystyle T\!\,} nad površino {\displaystyle S_{\rm {rad}}\!\,}, ki je spet delček celotne površine planeta. Obstaja tudi faktor {\displaystyle \varepsilon \!\,}, izsevnost, in predstavlja atmosferske učinke. {\displaystyle \varepsilon \!\,} se giblje od 1 do 0, pri čemer 1 pomeni, da je planet popolno črno telo in oddaja vso vpadno moč. Stefan-Boltzmannov zakon daje izraz za moč, ki jo seva planet:
{\displaystyle P_{\rm {rad}}=j_{\rm {rad}}S_{\rm {rad}}=S_{\rm {rad}}\varepsilon \sigma T^{4}\!\,.}
Če se izraza za moči izenačita in dani izraz preuredi, sledi izraz za površinsko temperaturo:
{\displaystyle T={\sqrt[{4}]{{\frac {S_{\rm {abs}}}{S_{\rm {rad}}}}{\frac {L(1-a)}{4\pi \sigma \varepsilon d^{2}}}}}\!\,.}
Upošteva se razmerje obeh površin. Običajni predpostavki zanj sta razmerje med ploščino kroga in površino krogle {\displaystyle \pi r^{2}/4\pi r^{2}=1/4\!\,} za hitro vrteče se telo in {\displaystyle 1/2\!\,} za telo, ki se počasi vrti, ali za plimno priklenjeno telo na strani, obsijani s Soncem. To razmerje bi bilo 1 za subsolarno točko, točko na planetu neposredno pod Soncem. Daje najvišjo temperaturo planeta – faktor {\displaystyle {\sqrt {2}}\!\,} (1,414) večji od efektivne temperature hitro vrtečega se planeta.
Upoštevati je treba tudi, da ta enačba ne upošteva nobenih učinkov notranjega segrevanja planeta, ki lahko izvirajo neposredno iz virov, kot je radioaktivni razpad, in nastanejo tudi zaradi trenj, ki so posledica plimskih sil.

### Zemljina efektivna temperatura
Zemlja ima odbojnost približno 0,306 in Sončevo sevanje ({\displaystyle j_{\odot }=L_{\odot }/4\pi d^{2}\!\,}) 1361 W m−2 pri srednjem polmeru tira 1,495978707005 · 108 km. Planet se dokaj hitro vrti, zato se lahko njeno razmerje površin oceni na {\displaystyle 1/4\!\,}. Izračun z {\displaystyle \varepsilon =1\!\,} in preostalimi fizikalnimi konstantami da Zemljino efektivno temperaturo 254 K (−19 °C):
{\displaystyle T_{\rm {E}}={\sqrt[{4}]{{\frac {1}{4}}\cdot {\frac {1361\cdot (1-0,306)}{4\cdot 5,670374419\cdot 10^{-8}}}}}=254,0\ {\hbox{K}}\!\,.}
V povprečju je bila leta 2020 dejanska temperatura zemeljskega površja 288 K (15 °C). Razlika med obema vrednostima je učinek tople grede. Učinek tople grede je posledica tega, da snovi v ozračju (toplogredni plini in oblaki) absorbirajo toplotno sevanje in zmanjšajo emisije v vesolje, tj. zmanjšajo izsevnost toplotnega sevanja planeta s površine v vesoljski prostor. Če se temperaturo površine zamenja v enačbo in se jo reši za {\displaystyle \varepsilon \!\,}, sledi efektivna izsevnost približno 0,612 za Zemljo s temperaturo 288 K:
{\displaystyle \varepsilon ={\frac {1}{4}}{\frac {L_{\odot }(1-a)}{4\pi \sigma d^{2}T^{4}}}={\frac {1}{4}}\cdot {\frac {1361\cdot (1-0,306)}{4\cdot 5,670374419\cdot 10^{-8}\cdot 287,2^{4}}}=0,612\!\,.}
Poleg tega te vrednosti izračunajo izhodni tok toplotnega sevanja 238 W m−2 (z {\displaystyle \varepsilon =0,612\!\,}, gledano iz vesolja) v primerjavi s površinskim tokom toplotnega sevanja 390 W m−2 (z {\displaystyle \varepsilon \approx 1\!\,} na površju). Oba toka sta blizu razponov zaupanja, o katerih poroča IPCC.:934